# One More Try (Crosses)
One More Try è un singolo del gruppo musicale statunitense Crosses, pubblicato il 23 dicembre 2022.

## Descrizione
Si tratta di una cover dell'omonimo brano realizzato da George Michael nel 1987 per il suo album Faith, dal quale si differenzia per le sonorità più dark grazie ai sintetizzatori e ai riverberi, pur mantenendo la struttura pop originaria. È inoltre la terza cover complessiva registrata dal duo per il terzo anno consecutivo al fine di celebrare il periodo natalizio. Il cantante Chino Moreno ha dichiarato come la scelta di reinterpretare Michael fosse un'idea da tempo balenata nella mente nei Crosses:

## Tracce
Testi e musiche di George Michael.
1. One More Try – 5:55

## Formazione
Hanno partecipato alle registrazioni, secondo quanto riportato dall'etichetta:
Gruppo
- Shaun Lopez – arrangiamento, chitarra, programmazione, tastiera
- Chino Moreno – voce

Produzione
- Shaun Lopez – produzione, registrazione, missaggio
- Eric Broyhill – mastering